# 维斯 (奥地利)
维斯是奥地利施泰尔马克州德意志兰茨贝格县的一个市镇。

## 地理位置
维斯坐落在西施泰尔马克南部的科尔山滑雪场的山脚下，海拔341米，白苏尔姆河（Der Weiße Sulm）穿过此地。

### 区县划分
维斯由7个部分组成布赫埃格（Buchegg），盖瑟埃格（Geißeregg）在东北面，维斯（Wies）和奥格（Aug）在东南面，老市场市镇（Altenmarkt）在南面，沃德斯多夫（Vordersdorf）在西南面，埃岑多夫（Etzendorf）在东北面。

### 周边县区
按时钟方向从东面依次为：珀尔芬-布伦（Pölfing-Brunn），苏尔姆埃克-格赖特（Sulmeck-Greith），皮奇高（Pitschgau），艾布尔（Aibl），韦尔讷斯多夫（Wernersdorf），维尔弗雷森（Wielfresen）和林贝格（Limberg）。

## 人口

### 人口结构
根据2001年的人口普查，维斯市镇共有2484人，95.8%的居民为奥地利公民，95.8%的居民信奉罗马天主教，2%的居民无宗教信仰，0.8%的居民信奉伊斯兰教，0.7%的居民信奉基督教。

### 人口发展
维斯的人口在18世纪发展的很快。由于本地的教堂以及1872/73年维斯通了火车，进一步促进了本地人口的增长。从1880年起本地的人口数量一直徘徊在2063人和2580人之间。

## 文化及自然景观
维斯耶稣受缚圣地教堂
维斯耶稣受缚圣地教堂（Kirche zum Gegeißelten Heiland auf der Wies）的渊源可追溯到18世纪的巴伐利亚。在那个年代里维斯圣地对于很多朝拜者来说非常有名，所以人们从巴伐利亚的维斯把一个耶稣受缚的雕像运回了在施泰尔马克的维斯，并把它立在了一个祭坛之上。由于人们对圣地的尊敬，于1756/57年在本地建立了一所小礼拜教堂，并在这里庆祝了耶稣雕像的移交仪式。由于越来越多的朝拜者的到来使的小教堂的扩建成了当务之急。正好玛丽亚·冯·施罗滕巴赫伯爵夫人在这几年里也是命运多变，所以建立一个真正的大教堂也成了她的心头大事。教堂从1774年起建到1782完工，所有费用都是由她承担的。维斯耶稣受缚胜地教堂由来自马尔堡（Marburg）的建筑师约翰·富克斯（Johann Fuchs）以古典主义风格建成，教堂的塔楼于1800/01年由约瑟夫·罗特迈尔（Josef Rottmeyer）负责建成，原来钟楼里的大钟在1916年的一战中遭到了这地的损坏。
很快维斯耶稣受缚圣地教堂成了朝拜者心中的一颗明星，很多人蜂拥而至，这种现象一直持续到“黑色星期天”。在那一天大约200多个朝拜者聚集在当地面包房的阳台上，面包房的主人怕他们不付钱就走了，就把门上锁了。凌晨3点左右，阳台上突然着起大火，等到救援人员赶到时，有6个人严重烧伤，其中3人不幸在次日死亡。此事当时在施泰尔马克州人尽皆知。此后到本地教堂朝拜的人越来越少了，此前车水马龙的情景难以恢复了。
布格施塔尔宫殿
布格施塔尔宫殿（Schloss Burgstall）的起源对很多人来说仍然是个谜，但是可以肯定的是这座文艺复兴时期的宫殿是在16世纪晚期建成的。人们认为，此宫殿的早期建筑里就包括了显著的防御性设施。历史上布格施塔尔宫殿的所有者中包括艾比斯瓦尔德的骑士，施罗滕巴赫伯爵（Graf von Schrottenbach），施图本堡伯爵（Graf von Stubenberg）和赫贝施坦伯爵（Graf von Herberstein）。
韦尔施长跑
韦尔施长跑（Welschlauf）在过去的几年里发展成了真正意义上的马拉松长跑。这条线路把韦尔施和西舍尔葡萄酒产区联系起来，穿过了著名的南施泰尔“葡萄酒大道”。每年此赛事的起点和终点在维斯和艾伦豪森（Ehrenhausen）两个市镇之间互换。

## 政治
市长约瑟夫·瓦尔特尔（Josef Waltl）“积极的维斯人名单”党成员

市议会由15名成员组成，其中6名奥地利人民党成员，5名“积极的维斯人名单”党成员，3名奥地利社会民主党成员，1名“共同为了维斯”党成员。

### 市镇议会
2005年的市镇议会选举改变了市镇议会的结构。在2000年的选举中奥地利人民党赢得了49.15%的选票及8个议席，远远超过了得票率为25.92%的奥地利社会民主党和得票率仅为12.70%的“积极的维斯人”党。
但是在2005年的选举中，奥地利人民党仅领先“积极的维斯人”党2.65%。积极的维斯人党在约瑟夫瓦特尔的领导下取得了市镇议会第二大党的成绩。第三名为奥地利社会民主党，得票率为21.52%，比上一次损失了4.4%的选票。在其之后是得票率为7.47%的“共同为了维斯”党。奥地利自由党因得票率仅为5.44%，而被排除在市镇议会之外。

### 市镇旗
维斯市镇的市镇旗是一个被分为四块的盾牌。左上面的一块上有一只银色的猎豹，从它的耳朵和嘴里喷出火焰（同施泰尔马克州的州旗相近），右上方的一块被涂成了红色，上面有一段带有城垛的城墙。在城墙里有一个教堂。左下方的一块也被涂成红色，上面有一个矿工用的双面锤和铁链，锤柄由木头制成，上面有一个铁齿轮。它在此地区同城堡的建立有密切的联系。右下方上是在银色地面上的一把镰刀。整个盾牌的外围有一圈铜制的包边。